# Louise Knof
Louise Knof (* 1988 in Ost-Berlin) ist eine deutsche Schauspielerin und Theaterpädagogin.

## Leben
Louise Knof kommt aus einer Theaterfamilie: Ihre Mutter Barbara Schnitzler sowie ihre Großmutter Inge Keller sind Schauspielerinnen und waren unter anderem am Deutschen Theater Berlin tätig. Ihr Vater ist der Regisseur Michael Knof. Ihre 1980 geborene Halbschwester Pauline Knof ist ebenfalls Schauspielerin. Ihr Großvater war der DDR-Propagandist Karl-Eduard von Schnitzler aus der Kölner Bankiersfamilie Schnitzler.
Nach dem Abitur in Berlin absolvierte Louise Knof zunächst eine Regiehospitanz bei Michael Thalheimer am Deutschen Theater Berlin. Von 2009 bis 2013 studierte sie Schauspiel am Konservatorium Wien. Sie war in Rollen am Theater in der Josefstadt, Theater Dschungel, beim Mimamusch Theaterfestival und bei den Festspielen Reichenau zu sehen. Die Produktion Johanna in der Regie von Cornelia Rainer am Theater Dschungel aus dem Jahr 2013, in der sie die Titelrolle spielte, wurde für den Stella-Darstellender.Kunst.Preis für junges Publikum 2013 in der Kategorie „Herausragende Produktion für Jugendliche“ nominiert.
Als Theaterpädagogin unterrichtete sie von 2012 bis 2018 beim Wiener Kultur- und Bildungsverein „Ich bin O.K.“ Kurse im Bereich Schauspiel, Stimme, Sprache und Körperarbeit sowie Gesellschaftstanz und leitet bei verschiedenen Trägern Schauspielworkshops für Kinder und Jugendliche. Louise Knof lebt in Berlin.

## Theater (Auswahl)
- 2013: Johanna, Rolle: Johanna, Regie: Cornelia Rainer, Theater Dschungel Wien
- 2014: 1914 – Zwei Wege in den Untergang, Rolle: Neda Orlic, Regie: Nicolaus Hagg, Festspiele Reichenau
- 2015: Thomas Perle: Europas Töchter, Rolle: Austria, Regie: Thomas Perle, Mimamusch Theaterfestival Wien
- 2019: Thomas Mann: Mario und der Zauberer, Rolle: Louisa, Regie: Renate Loidolt, Festspiele Reichenau
- 2019: Iwan Turgenjew: Ein Monat auf dem Lande, Rolle: Katja, Regie: Hermann Beil, Festspiele Reichenau
- 2020: Carl Zuckmayer: Des Teufels General, Rolle: Pützchen (Waltraut von Mohrungen), Regie: Hermann Beil, Festspiele Reichenau